# 7734 Kaltenegger
7734 Kaltenegger è un asteroide della fascia principale. Scoperto nel 1979, presenta un'orbita caratterizzata da un semiasse maggiore pari a 2,3685970 UA e da un'eccentricità di 0,2138758, inclinata di 3,87060° rispetto all'eclittica.
L'asteroide è dedicato all'astronoma austriaca Lisa Kaltenegger, direttrice del Carl Sagan Institute alla Cornell,  impegnata nello studio degli esopianeti in qualità di membro del gruppo scientifico della missione TESS e dello strumento NIRISS installato sul JWST.